# Lago Ogliastro
Lago Ogliastro este o arie protejată (arie specială de conservare — SAC, sit de importanță comunitară — SCI) din Italia întinsă pe o suprafață de 1.136 ha, integral pe uscat.

## Localizare
Centrul sitului Lago Ogliastro este situat la coordonatele 37°26′11″N 14°33′39″E / 37.43635°N 14.560794°E.

## Înființare
Situl Lago Ogliastro a fost declarat sit de importanță comunitară în septembrie 1995 pentru a proteja 1 specie de plante și 12 specii de animale. Situl a fost protejat și ca arie specială de conservare în decembrie 2015.

## Biodiversitate
Situată în ecoregiunea mediteraneană, aria protejată conține 6 habitate naturale: Tufărișuri halo-nitrofile (Pegano-Salsoletea), Ape stătătoare oligotrofe până la mezotrofe, cu vegetație de Littorelletea uniflorae și/sau de Isoëto-Nanojuncetea, Lacuri eutrofice naturale cu vegetație de tip Magnopotamion sau Hydrocharition, Râuri mediteraneene cu debit intermitent, cu specii de Paspalo-Agrostidion, Pseudostepă cu ierburi și specii anuale de Thero-Brachypodietea, Galerii și tufărișuri riverane sudice (Nerio-Tamaricetea și Securinegion tinctoriae).
La baza desemnării sitului se află mai multe specii protejate:
- plante (1): Leontodon siculus
- păsări (11): pescăruș albastru (Alcedo atthis), rață pitică (Anas crecca), stârc cenușiu (Ardea cinerea), stârc roșu (Ardea purpurea), rață-cu-cap-castaniu (Aythya ferina), barză albă (Ciconia ciconia), erete de stuf (Circus aeruginosus), erete cenușiu (Circus pygargus), egretă mică (Egretta garzetta), rață fluierătoare (Mareca penelope), stârc de noapte (Nycticorax nycticorax)
- reptile (1): Emys trinacris

Pe lângă speciile protejate, pe teritoriul sitului au mai fost identificate 1 specie de păsări, 1 specie de amfibieni, 2 specii de reptile.